# Komunální volby na Slovensku 2002

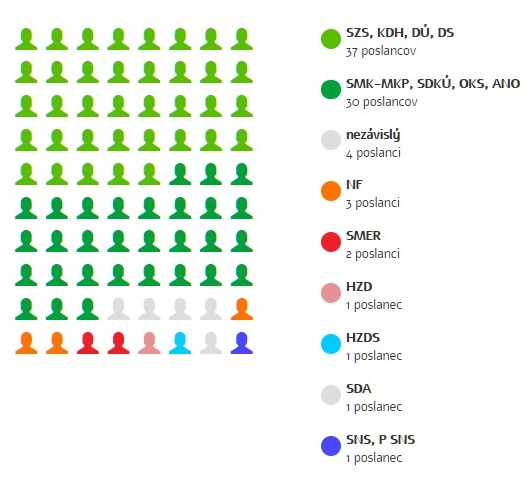
Počet poslanců jednotlivých skupin.

Komunální volby na Slovensku v roce 2002 se konaly 6. a 7. prosince. Jednalo se o volby do orgánů samosprávy obcí, voleni byli poslanci zastupitelstev, starostové obcí, městských částí a primátoři měst. Voleb se účastnilo 49,51 % z 4 177 546 registrovaných voličů.

## Výsledky voleb
Zde jsou uvedeny nezávislí kandidáti, politické strany a koalice, které získaly více než 1 % z celkového počtu zvolených starostů a primátorů.

### Starostové a primátoři
- nezávislí kandidáti – 32,66 %
- Hnutie za demokratické Slovensko – 13,19 %
- Strana maďarskej koalície - Magyar Koalíció Pártja – 8 %
- Kresťanskodemokratické hnutie – 7,07 %
- Strana demokratickej ľavice – 4,39 %
- Slovenská demokratická a kresťanská únia – 4,36 %
- SMER – 2,33 %
- Aliancia nového občana – 2,02 %
- koalice Kresťanskodemokratické hnutie a Slovenská demokratická a kresťanská únia – 1,58 %
- Slovenská národná strana – 1,3 %
- Komunistická strana Slovenska – 1,09 %
- koalice Hnutie za demokratické Slovensko, SMER a Strana demokratickej ľavice – 1,03 %

### Poslanci zastupitelstev
- Hnutie za demokratické Slovensko – 16,59 %
- Kresťanskodemokratické hnutie – 13,52 %
- nezávislí kandidáti – 13,46 %
- Strana maďarskej koalície - Magyar Koalíció Pártja – 9,54 %
- Strana demokratickej ľavice – 7,53 %
- Slovenská demokratická a kresťanská únia – 4,96 %
- SMER – 4,5 %
- Slovenská národná strana – 3,13 %
- Aliancia nového občana – 2,91 %
- Komunistická strana Slovenska – 2,14 %
- koalice Kresťanskodemokratické hnutie a Slovenská demokratická a kresťanská únia – 1,5 %
- Demokratická strana – 1,27 %
- Pravá Slovenská národná strana – 1,16 %